# Limtoc (cráter)

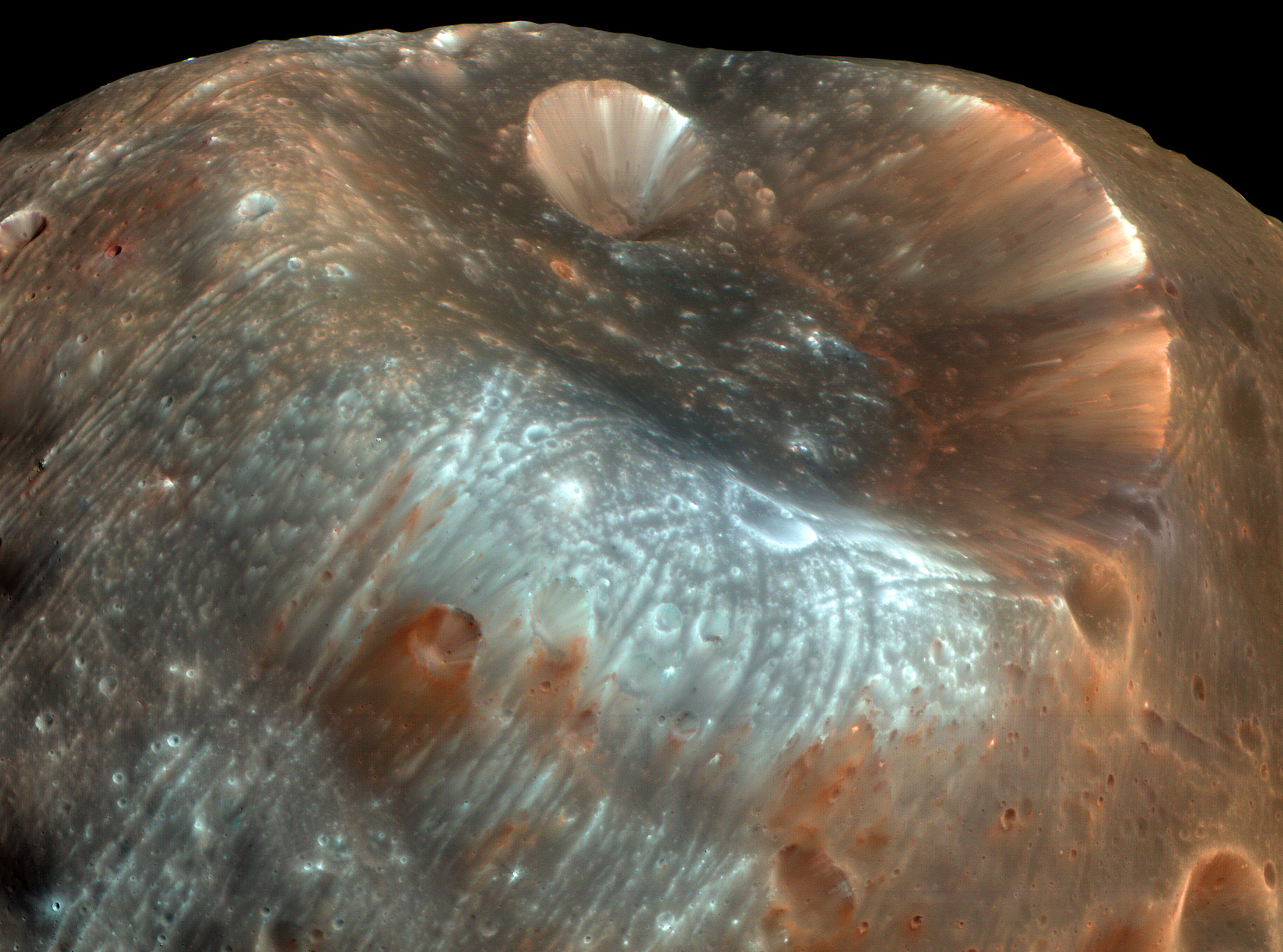
Una imagen en falso color de Limtoc dentro del cráter Stickney, vista por el Mars Reconnaissance Orbiter el 23 de marzo de 2008.

Limtoc es un cráter en la superficie de Fobos, la luna interior de Marte. El cráter, cuyo diámetro es de 2 kilómetros, a su vez, se encuentra dentro de la característica superficial más grande y más conocida, el cráter Stickney. Limtoc fue nombrado oficialmente por la Unión Astronómica Internacional el 29 de noviembre de 2006, en honor a un personaje de la sátira de Jonathan Swift Los viajes de Gulliver.
Limtoc se formó hace aproximadamente 109 millones de años, lo que lo convierte en una de las formaciones más jóvenes de Fobos. Cuando el objeto impactador de Limtoc chocó con Fobos, creó una cantidad significativa de materiales eyectados; aquellos que fueron enviados hacia el borde norte de Stickney chocaron con el borde de ese cráter, mientras que los eyectados hacia el borde sur fueron mayormente catapultados fuera de Stickney por completo. Esta eyección ha contribuido parcialmente a la formación de la coloración espectral azul que se ve en el borde suroeste del cráter Stickney, junto con la eyección del propio Stickney.